# Sadik Kaceli
Sadik Kaceli (Tirana; 14 de marzo de 1914 - Tirana , 2000) fue un artista, pintor y escultor albanés que estudio Bellas artes en París, Francia.

## Datos biográficos
Estudió en París en la Ecole des Beaux-Arts (1936-1941), siendo alumno de Henri Matisse. Kaceli fue uno de los mejores pintores conocidos de Albania. Fue galardonado con el Artista del Pueblo de Albania y la medalla del Ciudadano de Honor de Tirana.
Creó la primera serie de los leks de Albania. 

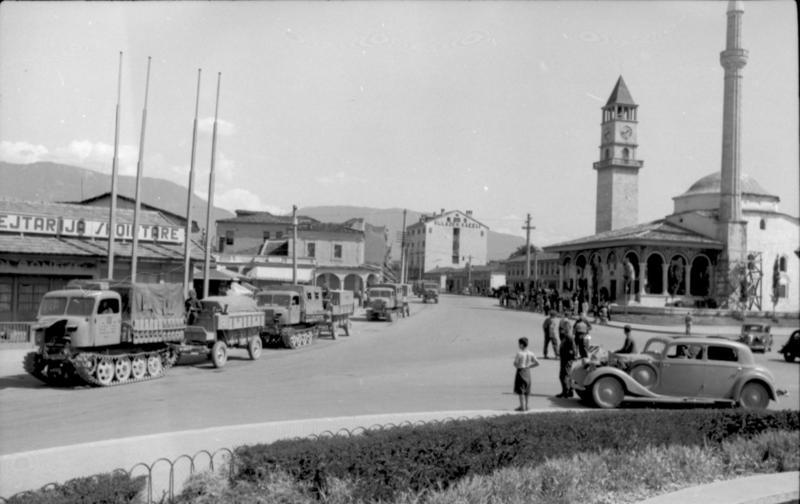
Edificio de la familia Kaceli en el centro de Tirana

En 1994 recibió el título de Artista del Pueblo de Albania a través de Sali Berisha.
Era hermano de Junuz Kacel, un disidente del régimen comunista en Albania.

### Primeros años
En 1929, el joven Kaceli comienza sus estudios en la Escuela Técnica T. Harry Fultz. En 1931, asistió a un curso de dibujo al mismo tiempo que asiste a la escuela técnica. En poco tiempo este curso le permite el acceso a la escuela de arte donde pudo llevar a término su vocación artística.

## Monografía a Kaceli Sadik
Una monografía de Kaceli fue lanzada en 2008 y traducida al inglés en 2009. Contiene una historia de su vida, obras, notas inéditas, notas de admiración y agradecimientos. 

## Obra
Entre las mejores y más conocidas obras de Kaceli se incluyen las siguientes:
- Diseño de billetes de lek
- Diseño del escudo de la República Popular de Albania

## Honores

### Eponimia
Una calle de Tirana lleva el nombre de Sadik Kaceli.